# 廣田直敬
廣田 直敬（ひろた なおたか、1965年6月26日 - ）は、NHKの元エグゼクティブ アナウンサー。NHK財団職員。

## 人物
神奈川県横浜市出身。神奈川県立柏陽高等学校、早稲田大学政治経済学部卒業後、1990年（平成2年）4月に入局。2023年7月以降はNHKラジオニュース（日勤や夜勤）に出演することがあるほか、NHK財団 放送研修センター・ことばコミュニケーションセンターで講師を務める。

## 嗜好・挿話
- 初任地の沖縄赴任時代、“うちなーむく”（沖縄婿）となっている[要出典]。
- 当初はスポーツ担当アナウンサーだったが、名古屋赴任後は情報・バラエティー分野に転じた。

## 過去の担当番組
沖縄放送局時代
- 沖縄県のニュース・気象情報・中継等
  - 全日本トライアスロン宮古島大会（沖縄赴任時）

静岡放送局時代
- ニュースいちばん静岡
- 静岡県のニュース

東京アナウンス室時代（1度目）（2000年度 - 2002年度）
- スポーツ中継（最初の東京勤務まで）

名古屋放送局時代（1度目）（2003年度 - 2006年度）
- ビジネス未来人（2005・2006年度）
- 笑う岐阜に福来る～第4回全日本学生落語選手権～（司会、2007年3月25日）
- サラリーマンNEO（2008年サマースペシャルで放送の近代オリンピックをパロディーした「サラリンピック」なるイベントの実況アナウンサー）
- ウイークエンド中部（2003・2004年度）
- 東海三県・東海北陸のニュース

東京アナウンス室時代（2度目）（2007年度 - 2011年6月17日）
- ニュース・気象情報（不定期）
- ラジオニュース（不定期）
- 天才てれびくんMAX（2010年2月大運動会・実況/ナレーション）
- WALKING EYES アルクメデス（アルクメデスの大予言の声・全日本ドッチ・ボール選手権実況、2010年7月 - 9月）
- あさイチ（「特選エンタ」ほかリポーター、2010年4月 - 2011年6月17日）

鹿児島放送局時代（2011年7月 - 2016年6月）
- 情報WAVEかごしま（編集責任者、田中朋樹の代理キャスター・2012年7月23日 - 2012年7月27日）
- ひるまえクルーズかごしま（編集責任者）
- ニュース845かごしま（不定期）
- 鹿児島県のニュース
- 放送部副部長
- 鹿児島放送局制作番組の編集責任者

東京アナウンス室時代（3度目）（2016年6月 - 2020年7月28日）　
- NHKニュースおはよう日本（リポーター：2016年6月 - 2020年7月28日）
- ニュース645（不定期）
- ニュース・気象情報（不定期）
- ラジオニュース（不定期）
- 首都圏ニュース845（2017年10月23日）
- 福井県のニュース（2018年7月21日、7月22日）
- 沖縄県のニュース（平成30年台風第24号発生による応援要員）
- ニュースウオッチ9 ニュースリーダー
  - 森田洋平の代行（2016年10月28日）
  - 永井克典の代行（2018年12月14日）
- ニュースチェック11 ニュースリーダー
  - 森田洋平の代行（2016年10月28日）
  - 永井克典の代行（2018年12月14日、2019年2月21日 - 22日）
- NHKニュースおはよう日本 ニュースリーダー（2019年6月28日・岩野吉樹の代行）

鳥取放送局時代（2020年8月 - 2021年6月）
- 鳥取県のニュース
- とっとりニュース845（不定期）
- おはよう鳥取（不定期）
- ひるまえ直送便・鳥取（編集責任者）
- いろ★ドリ（編集責任者、キャスター代行）
- さんいんスペシャル（編集責任者）
- 中継「ザ・フィンランドデザイン展」開幕前夜 鳥取市（2020年10月9日）[4]
- 放送部副部長
- 緊急報道（鳥取放送局発）
- 鳥取放送局制作番組の編集責任者

名古屋放送局時代（2度目）（2021年7月 - 2023年6月）
- 放送部アナウンス専任部長（2021年7月 - 2023年3月）→アナウンスグループ統括•部長級（2023年4月-2023年6月）
- 管理業務主体
- 東海3県、東海北陸地方のニュース
- ニュース845 （不定期）
- 名古屋放送局制作番組の編集責任者
- ニュースとやま845（2022年10月19日、2023年1月11日、2023年1月13日・富山放送局応援要員
- おはよう富山（2022年10月20日、10月21日、2023年1月21日・富山放送局応援要員）

ことばコミュニケーションセンター（旧：日本語センター）時代
- 令和6年能登半島地震の災害報道対応による金沢放送局への応援派遣
  - 石川県のニュース・ライフライン情報（2024年1月14日）